# 邮政回执
邮政回执（法語：Avis de réception，缩写），是一种邮政单式，由邮局准备，以提供给需要收件人签章的邮件使用。邮政回执会在交寄时由寄件人和收寄局共同填写所需要信息，再在收件人签收时由其签章，并交邮局退回至寄件人。邮政回执最早在18世纪末出现，于1875年被邮政总联盟采用，并于1879年被其继任者萬國郵政聯盟采用。

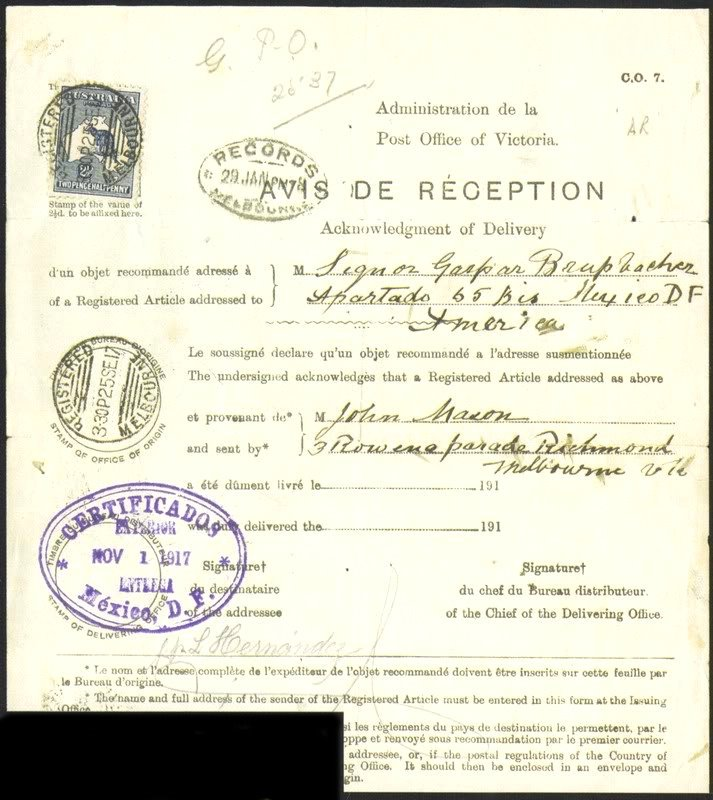
1917年从墨尔本到墨西哥挂号信的回执（部分）

## 样式
邮政回执拥有多种样式，各个国家邮政发行的邮政回执样式也不尽相同。萬國郵政聯盟规定了国际邮件所使用的回执样式。

## 使用
按照邮政规定，邮政回执应准确填写寄件人地址、寄件人姓名、邮件种类、邮件号码等信息，粘贴或捆绑在邮件上，在收件人签收时由收件人签章并加盖投递局日戳，退回至寄件人。